# Ясный (Красносулинский район)
Ясный — хутор в Красносулинском районе Ростовской области.
Входит в Ковалевское сельское поселение.

## География

### Улицы
- ул. Гуковская,
- ул. Заповедная,
- ул. Мичурина,
- ул. Новая,
- ул. Петровского.

## История
Хутор Ясный был основан в конце XIX столетия тремя семьями казаков (братья Семиглазовы и Щербань) как охранное поселение, находящееся в непосредственном подчинении у атамана хутора Платово. На расстоянии одного километра от хутора располагалась железнодорожная станция Заповедная, которая была построена во времена правления императрицы Екатерины II.
После революции 1917 года в хуторе появилось несколько новых семей поселенцев, сбежавших от новой советской действительности. С развитием железнодорожного транспорта станция Заповедная приобретает значение и вокруг неё поселяется несколько семей, а также несколько семей поселяется в хуторе; это были поселенцы из центральной России, казаки обзывали их «лапотниками», из-за того что поселенцы ходили в лаптях, а казаки в сапогах. В 1939 году в хуторе было 16 дворов и проживало 93 человека. Колхоз или совхоз на базе хутора организовать не удалось, так как все жители работали на железной дороге или в городе Гуково на угольных шахтах.
После Великой Отечественной войны хутор стал расстраиваться, дети поселенцев женились и выходили замуж, в результате чего захватывалась земля и строились дома. Из-за этого часть хутора называлась «Нахаловка» или «Нахалстрой». Электрифицировали хутор Ясный в 1964 году, также было два магазина: один в центре, а второй на железнодорожной станции (закрылись в 1996 году); насчитывалось 62 двора и проживало 302 человека.
В хуторе была начальная школа до 4 класса, которую закрыли в 1974 году. В среднюю школу дети ходили в соседний шахтёрский посёлок Октябрьский, расположенный в трёх километрах от хутора. Был «Красный уголок» на железнодорожной станции Заповедная, и один раз в месяц приезжал вагон-клуб, где показывали кино. Взрослое население работало на железной дороге по станции Заповедная, а также на предприятиях города Гуково; в свободное время хуторяне занимались выращиванием овощей на приусадебных участках, а также разводили крупный рогатый скот и занимались производством молока, которое успешно продавали в городе Гуково. Единственным транспортом был пассажирский поезд, который связывал этот маленький хутор с «Большой землёй».
После распада СССР железнодорожную станцию Заповедная закрыли в 1995 году и удобное транспортное сообщение прекратилось. Обустроенная асфальтированная дорога была проложена только в 2008 году, в связи с чем никогда не было автобусного маршрута в хутор Ясный. Ближайшая остановка автобуса находилась в двух километрах от хутора. В настоящий момент в город из хутора можно добраться только на своём транспорте, если таковой имеется, или пешком. В связи с отсутствием развитой социальной структуры подрастающее поколение не желало оставаться в хуторе, и после учёбы в институтах и техникумах больших городов не возвращалось в родительские дома.
К 1990 году в хуторе проживало 117 человек. В настоящий момент в хуторе Ясном проживают 42 человека (14 из них трудового возраста, 6 детей и 22 пенсионера) в 23 домах, остальные дома выкупили горожане и используют их под дачи.

## Население
| 1989 | 2002 | 2010 |
| ---- | ---- | ---- |
| 103  | ↗111 | ↗124 |